# Radomir Petković
Radomir Petković –en serbio, Радомир Петковић– (26 de noviembre de 1986) es un deportista serbio que compitió en lucha grecorromana. Ganó una medalla de plata en el Campeonato Europeo de Lucha de 2010, en la categoría de 120 kg.

## Palmarés internacional
| Campeonato Europeo | Campeonato Europeo | Campeonato Europeo | Campeonato Europeo |
| Año                | Lugar              | Medalla            | Categoría          |
| ------------------ | ------------------ | ------------------ | ------------------ |
| 2010               | Bakú (Azerbaiyán)  | Medalla de plata   | 120 kg             |